# Гильом, Джеймс
Джеймс Гильом (также Джемс Гийом; фр. James Guillaume; 16 февраля 1844 года, Лондон ― 20 ноября 1916 года, Париж) ― ведущий член Юрской федерации, анархистского крыла Первого интернационала. Сыграл активную роль в основании Анархистского интернационала.

## Биография
По профессии школьный учитель. Один из ведущих деятелей анархистского движения в Швейцарии и во Франции. С 1868 года — член швейцарской организации Первого интернационала, в котором был среди ближайших соратников М. А. Бакунина. Один из организаторов важных либертарно-социалистических сетей — Альянса социалистической демократии в 1868 году (после роспуска действовавшего как тайный анархистский альянс) и Юрской федерации в 1870 году. Из Первого интернационала исключён Гаагским конгрессом в 1872 году.
Редактор анархистских газет «Le progrès» (1868-70), «Le solidarité» (1870), «Bulletin de la Fédération jurassienne» (1872—1878). В 1878 году переехал в Париж, где впоследствии принял участие в синдикалистском движении. В годы Первой мировой войны стоял на социал-шовинистических позициях (к этому периоду относится его памфлет «Карл Маркс — пангерманист»).

## Взгляды
В эссе 1876 года «Идеи социальной организации» Гильом изложил своё мнение относительно формы, которую общество примет в мире после революции. В нём он выражает коллективистскую анархистскую позицию, которую он разделял вместе с Михаилом Бакуниным и другими антиавторитаристами, участвовавшими в Первом интернационале. Он писал, что какие бы материальные блага ни были произведены коллективным трудом, они будут принадлежать сообществу, и каждый член будет получать вознаграждение в обмен за свой труд плату либо в виде натуральных товаров (пропитание, припасы, одежда и т. д.), либо в валюте.
Он считал, что только со временем можно будет перейти к коммунистической системе, в которой распределение будет осуществляться в соответствии с потребностями трудящихся. По его мнению, для этого необходим качественный скачок в развитии промышленности и сельского хозяйства, благодаря которому производство превзойдет потребление и, соответственно, отпадёт необходимость скупо распределять долю материальных благ каждого рабочего. Каждый будет брать столько, сколько ему нужно, из обильного общественного запаса товаров, не опасаясь его истощения. Свободные и равноправные рабочие, согласно его видению, не будут заниматься расточительством про причине развития нравов.
Гильом — один из родоначальников анархистского направления в историографии Первого интернационала, которому посвящен его четырёхтомный труд «Интернационал» («L’Internationale. Documents et souvenirs 1864—1878», t. 1-4, 1905-10).
Считается, что именно Гильом сыграл ключевую роль в обращении Петра Кропоткина к анархизму.

## Сочинения
- L’Internationale: Documents et Souvenirs, (1864—1878), 4vols., reprinted in 1969 by Burt Franklin Publishing, New York.
- Ideas on Social Organization
- Pestalozzi : étude biographique, (1890), Hachette, Paris.
- Michael Bakunin, a Biography (1907)
- Karl Marx, pangermaniste, et l’Association internationale des travailleurs de 1864 à 1870, (1915), A. Colin, Paris.
- Его авторству принадлежат некоторые статьи в переведённом на русском сборнике статей "Историческое развитие Интернационала".

Он также отредактировал пять из шести томов собрания сочинений Бакунина (на французском языке), в которое вошла первая биография Бакунина.